# Colpodia temeritatis
Colpodia temeritatis är en tvåvingeart som först beskrevs av Ephraim Porter Felt 1908.  Colpodia temeritatis ingår i släktet Colpodia och familjen gallmyggor.
Artens utbredningsområde är New York. Inga underarter finns listade i Catalogue of Life.